# Leicester Mercury
Leicester Mercury («Лестерский Меркурий») — ежедневная британская региональная газета. Принадлежит медиа-концерну Daily Mail and General Trust. Распространяется в графствах Лестершир и Ратленд. Тираж печатной версии по состоянию на 2009 год — 69 069 экземпляров.